# Intel 8008
Der Intel 8008 (zunächst als 1201) wurde am 1. April 1972 vorgestellt und war der erste 8-Bit-Mikroprozessor und der erste Von-Neumann-Rechner aus dem Hause Intel. Er war in einem 18-poligen DIL-Gehäuse untergebracht und bestand aus 3500 Transistoren. Weit verbreitet ist die Ansicht, der 8008 wäre ein auf 8 Bit erweiterter 4004 oder eine Weiterentwicklung des 4040. Beide CPUs unterscheiden sich aber grundlegend vom 8008. Der 8008 gilt als der direkte Vorläufer des Intel 8080 und ist damit die Grundlage der x86-Prozessorarchitektur und der damit verbundenen Befehlssätze von Intel.

## Allgemeines

Intel 8008: Funktionsblockschaltbild

Der 8008 fand geringe Verbreitung u. a. durch seinen Einsatz in Terminals, Analysegeräten und Desktop-Computern, wie dem Mark-8 oder dem Micral. Großer Erfolg war ihm aber nicht beschieden. Aufgrund seiner sehr „kompakten“ Busschnittstelle erforderte der Anschluss von Speicher und Ein-/Ausgabe-Bausteinen beträchtlichen Dekodierungsaufwand. Sein Befehlssatz war sehr unflexibel und seine Möglichkeiten zur Interrupt-Verarbeitung rudimentär, da es keine Möglichkeit gab, seinen internen Zustand (Register H, L und die Flags konnte man nicht speichern) vollständig zu sichern, wie das bei einer sinnvollen Interrupt-Behandlung unabdingbar ist. Außerdem besaß er noch einen 8 Einträge langen CPU-internen Return-Stack, auf den durch den Befehlssatz nicht unmittelbar zugegriffen werden konnte. Befehlssatz- und Mikroarchitektur wurden beim Nachfolger 8080 grundlegend überarbeitet und deutlich flexibler. Nichtsdestoweniger hat praktisch jeder 8008-Befehl sein Äquivalent im 8080-Befehlssatz, so dass der 8008 in letzter Konsequenz auch als früher Vorläufer des 8086 gelten darf, welcher u. a. auch im Hinblick auf leichte Portierbarkeit von 8080- und 8085-Programmen entwickelt wurde.

## Technische Daten
- Taktfrequenz: 500 kHz (8008-1: 800 kHz)
- Rechenleistung: 0,05 MIPS
- Technik: 10 µm, PMOS
- Anzahl Transistoren: 3500
- Adressierbarer Speicher: 16 KB

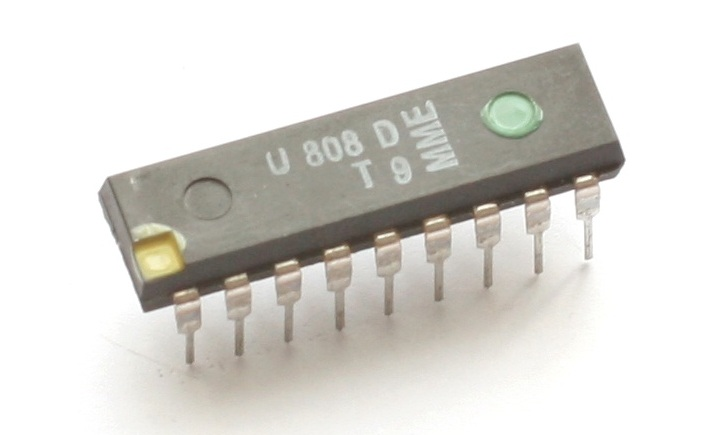
U 808 D (DDR-Nachbau des 8008)
• Entwicklungsbeginn: 1974
• geplanter Produktionsbeginn: 6/1977
• Produktionsbeginn: 1978
• Produktionsende: 1986/88

- Verwendet in Terminals, Tischrechnern, Verpackungsmaschinen, Analysegeräten u. v. m.
- Ursprünglich für das Terminal Datapoint 2200 entwickelt